# Guillaume Guérante
Guillaume Guérante, né à Rouen, en 1494 et mort le 8 septembre 1574, est un moine augustin érudit français.
Considéré comme l’un des hommes les plus savants de son époque, Guillaume Guérante fut choisi, avec Thomas de Villeneuve, pour examiner et réformer les constitutions de son ordre.

## Source
- Théodore-Éloi Lebreton, Biographie rouennaise, Rouen, Le Brument, 1865, p. 168